# Epilogo (film)
Epilogo è un cortometraggio del 1960 diretto da Raffaele Andreassi.

## Trama
Eletta Miss Spiaggia e finita l'estate, una ragazza fa ritorno a casa dove tutto è come prima.